# Meninos Levados da Praça 14 de Janeiro
O Grêmio Recreativo Escola de Samba Meninos Levados é uma escola de samba da cidade de Manaus, no estado brasileiro do Amazonas. Os ensaios da escola ocorrem na Rua Duque de Caxias, 1521 - Praça 14 de Janeiro. É em sua sede que ocorrem as reuniões sociais do Grupo de Acesso A.

## História
Em 05 de janeiro de 1985 foi fundada, como bloco de enredo, tornando-se uma escola de samba em 1998. Em 2000, voltou a ser bloco, permanecendo nesta condição até 2004, quando voltou a ser escola.
Em 2009, homenageou o vereador Leonel Feitoza.
Em 2008 levou  um enredo sobre a Central Única dos Trabalhadores para o Sambódromo. Em 2012, homenageou o Clube Noturno A2, obtendo a quarta colocação do Grupo B. No ano de 2013, homenageou Laércio Sampaio, obtendo a segunda colocação do Grupo B.
Em 2014, desfilou com um enredo que abordava o Boi Garantido. Em 2015, homenageou seu presidente de honra e ex-presidente. falecido um ano antes, José Ribamar Raposo. Em 2016 trouxe como enredo o artista cômico Zé de Cima.

## Segmentos

### Presidentes
Ribamar Raposo - 2000 a 2014
Leandro Raposo - 2014 a 2015
Cláudio Rodrigues 2016 a 2017

### Presidentes de honra
| Nome           |  |  | Mandato           | Ref. |
| -------------- |  |  | ----------------- | ---- |
| Ribamar Raposo |  |  | 2013 - atualidade |      |

## Carnavais
| Ano  | Colocação     | Grupo | Enredo                                                                                      | Carnavalesco     | Intérprete      | Ref         |
| ---- | ------------- | ----- | ------------------------------------------------------------------------------------------- | ---------------- | --------------- | ----------- |
| 2008 | 6º lugar      | B     | 24 Anos de Luta da CUT - Central Única dos Trabalhadores                                    |                  |                 |             |
| 2009 | 3º lugar      | B     | A Força, a Garra e a Humildade de um Leão Chamado Leonel                                    |                  |                 |             |
| 2010 | 5º lugar      | B     | Preservação da Amazônia                                                                     |                  |                 |             |
| 2011 | 9º lugar      | B     | Tuchaua: Da Lenda ao Guaraná                                                                |                  |                 |             |
| 2012 | 4º lugar      | B     | A2 e o prazer dos notívagos                                                                 |                  |                 | [ 5 ] [ 3 ] |
| 2013 | Vice - Campeã | B     | Laércio Sampaio, o Rei da Sucata                                                            |                  |                 |             |
| 2014 | 4º lugar      | B     | Garantido Show: A riqueza coreográfica da Amazônia                                          |                  |                 |             |
| 2015 | Vice - Campeã | B     | José Ribamar Raposo: Nascimento e vida de um guerreiro                                      | Cleumar Ferreira |                 | [ 4 ]       |
| 2016 | 4º lugar      | B     | Zé de Cima, o Menino Levado mostra na Avenida a arte de ... fazer sorrir, sonhar e encantar |                  | Jefferson Ayres |             |
| 2017 | Não desfilou  | B     | Daniel Sales - É Tempo de Sambar, a Enciclopédia do Carnaval e do futebol amazonense        | Jean Charles     | Edmundo Soldado |             |
| 2018 | Não desfilou  | B     | Na rua da Copa é só emoção. Santa Isabel, 36 anos de Tradição                               |                  |                 |             |
| 2019 | 3° lugar      | C     | Na rua da Copa é só emoção. Santa Isabel, 36 anos de Tradição                               |                  |                 |             |
| 2020 | 6° lugar      | B     | Dos Fantasmas do Velho Airão ao Santo Ângelo, a Procissão, Novo Airão 65 Anos               |                  |                 |             |
| 2020 | 6° lugar      | B     | Dos Fantasmas do Velho Airão ao Santo Ângelo, a Procissão, Novo Airão 65 Anos               |                  |                 |             |